# Surf's Up (álbum)
Surf's Up é o décimo sétimo álbum de estúdio da banda de rock americana The Beach Boys, com base em uma canção de mesmo título escrita por Brian Wilson e Van Dyke Parks para o abandonado álbum Smile. A canção foi retrabalhada e usada como faixa-título para o álbum, que foi lançado em 1971. Smile, incluindo uma versão da canção "Surf's Up", foi finalmente concluído e lançado por Brian Wilson e sua nova banda em 2004. 
Surf's Up é um dos mais maduros discos dos Beach Boys,  mantendo o tom experimental dos discos anteriores. Toques de rock progressivo são encontrados, como exemplo na faixa Feel Flows. A faixa título foi elogiada na época de sua composição nas sessões de Smile por músicos ligados à música erudita como Leonard Bernstein, dizendo ser um acontecimento novo da música popular na época.
Surf's Up é um dos discos do livro 1001 discos para ouvir antes de morrer (1001 Albums You Must Hear Before You Die).
Surf's Up está emparelhado em CD com Sunflower (álbum). 

## História
No outono de 1970, após o fracasso comercial do álbum Sunflower (álbum), os Beach Boys contrataram Jack Rieley como seu empresário. A banda havia se impressionado muito com suas credenciais falsificadas e suas idéias sobre como recuperar o respeito dos fãs e críticos de música americana. Sua primeira iniciativa foi pedir aos Beach Boys para gravar músicas com letras mais socialmente conscientes. 
Rieley disse em 1996 que após o Smiley Smile a banda se dividiu em dois campos: de um lado os irmãos Carl Wilson e Dennis Wilson, com inclinação artística e o abuso de drogas, e do outro, comandando, Mike Love, Al Jardine e Bruce Johnston. Rieley insistiu que a banda nomeasse oficialmente Carl Wilson "diretor musical", em reconhecimento ao importante papel que este desempenhou ao manter o grupo unido desde 1967. Rieley também ordenou a Al Jardine que parasse de trabalhar em "Loop de Loop", uma colaboração intencionalmente juvenil e infantil com Brian Wilson, porém musicalmente bem cuidada e de vocais operísticos, que Jardine pensou que serviria para reviver as perspectivas comerciais da banda. Mais importante, ele exigiu a realização de "Surf's Up", uma canção que tinha tomado proporções míticas na imprensa desde o desaparecimento de Smile, três anos antes. Ele também organizou uma aparição em um concerto do Grateful Dead em abril de 1971, aumentando ainda mais as credenciais dos Beach Boys. 
Assombrado por memórias da época de Smile, Brian Wilson, inicialmente se recusou a trabalhar em "Surf's Up", agora a faixa de mesmo nome do novo álbum da banda. No entanto, um destemido Carl Wilson fez um vocal novo para a primeira parte da canção. O segundo movimento era composto de uma demo de piano solo de 1966 gravada por Brian Wilson aumentada em baixo, vocal e Moog. 
Para surpresa e alegria de seus associados, Brian surgiu perto do final das sessões para ajudar seu irmão e o engenheiro Stephen Desper na conclusão do terceiro movimento, que combinou o final da demo de 1966 com "Child Is Father Of The Man" e um dístico final lírico, possivelmente escrito por Rieley.
O álbum incluía também "'Til I Die", uma canção triste que Brian vinha trabalhando há mais de um ano. Brian Wilson passou semanas arranjando a música, elaborando uma harmonia que lembrava muito a tapeçaria sonora de Pet Sounds. A banda teve receio em gravar uma canção tão melancólica e pessimista, mas foi convencida por Rieley. Embora ná época houvesse algum desagrado alegado a balada por parte de Mike Love, este elogiou e cantou a música nos últimos anos.
"Long Promised Road" e "Feel Flows" foram as primeiras composições significativas de Carl Wilson para o grupo. Ambas as músicas foram quase que totalmente gravadas por ele. "Student Demonstration Time" (essencialmente o R&B clássico "Riot In Cell Block #9") e "Don't Go Near the Water", mostram Mike Love e Al Jardine ansiosamente abraçando a  nova direção tópica orientada. "A Day in the Life of a Tree" foi a única contribuição realmente nova de Brian Wilson. Por insistência de Brian, Rieley fez os vocais para "A Day in the Life of a Tree" e Van Dyke Parks fez os backing vocals. 
As músicas de Dennis Wilson "4th of July", "Fallin 'In Love" (também conhecida como Lady) e "Wouldn't It Be Nice To Live Again" foram extirpadas da ordem final de execução pouco antes do lançamento. Embora o tom lírico "4th of July" se encaixasse perfeitamente ao álbum, Rieley alegou que ela foi encontrada com uma recepção de "inveja flagrante" por seus colegas. A canção foi devidamente substituída por outra de Al Jardine "Take A Load Off Your Feet", uma novidade na linha de "Loop De Loop". Dennis queria que a canção "Wouldn't It Be Nice To Live Again" fosse a última faixa do álbum, após 'Til I Die", enquanto Carl sentiu que "Surf's Up" é que deveria ter esse lugar. Como conseqüência, Dennis teve a canção fora da ordem final do álbum em execução e não assina nem faz vocal principal em nenhuma das canções do álbum. "Fallin 'In Love" foi lançado no final de 1970 como lado B de um single solo.
Surf's Up foi lançado em agosto e foi o álbum dos Beach Boys mais aguardado pelo público em muitos anos. Ele superou Sunflower comercialmente, atingindo # 29 nos Estados Unidos (seu primeiro álbum Top 40 desde Wild Honey) e # 15 no Reino Unido. Como Sunflower, Surf's Up foi lançado pela EMI Stateside 
A Pitchfork Media's The Top 100 Albums Of The 1970's list classificou o álbum em # 61. Suf’s Up também aparece no livro-lista 1001 Albums You Must Hear Before You Die.

## Capa
A arte da capa é uma pintura baseada na escultura End of The Trail de James Earle Fraser (1876 - 1953). 
Esta figura solitária no seu cavalo cansado é um dos símbolos mais reconhecidos do Oeste americano. O título Surf's Up justaposto com o que parece ser um guerreiro exausto e sedento acrescenta uma qualidade irônica a um título que apenas dez anos antes teria sido realizado sem qualquer ponta de ironia.   

## Faixas
Lado A
1. "Don't Go Near the Water" (Mike Love/Al Jardine) – 2:39
  - Mike Love e Al Jardine nos vocais
2. "Long Promised Road" (Carl Wilson/Jack Rieley) – 3:30
  - Carl Wilson nos vocais
3. "Take a Load Off Your Feet" (Al Jardine/Brian Wilson/Gary Winfrey) – 2:29
  - Al Jardine and Brian Wilson nos vocais
4. "Disney Girls (1957)" (Bruce Johnston) – 4:07
  - Bruce Johnston nos vocais
5. "Student Demonstration Time" (Jerry Leiber/Mike Stoller/Mike Love) – 3:58
  - Mike Love nos vocais

Lado B
1. "Feel Flows" (Carl Wilson/Jack Rieley) – 4:44
  - Carl Wilson nos vocais
2. "Lookin' at Tomorrow" (Al Jardine/Gary Winfrey) – 1:55
  - Al Jardine nos vocais
3. "A Day in the Life of a Tree" (Brian Wilson/Jack Rieley) – 3:07
  - Jack Rieley nos vocais, Van Dyke Parks e Brian Wilson nos backing vocais
4. "'Til I Die" (Brian Wilson) – 2:41
  - Brian Wilson, Carl Wilson e Mike Love nos vocais
5. "Surf's Up" (Brian Wilson/Van Dyke Parks) – 4:12
  - Carl Wilson nos vocais na primeira parte(Recorded 1971) e Brian Wilson na segunda parte (gravado em 1966 e 1971)

### Singles
- "Long Promised Road" b/w "Deidre" (de Sunflower (álbum) (Brother 1015), 24 Maio de 1971
- "Long Promised Road" b/w "'Til I Die" (Brother 1047), 11 Outubro de 1971 Estados Unidos #89
- "Surf's Up" b/w "Don’t Go Near The Water" (Brother 1058), 8 Novembro de 1971

## Landlocked
Fortemente pirateado, é comum pensar que as músicas foram para um álbum inacabado intitulado Landlocked. Desde então, foi descoberto que as canções eram parte de uma compilação de canções consideradas para o álbum "Surf's Up". A prova é a presença de "Fallin' In Love," "Susie Cincinnati," "Take A Load Off Your Feet," "I Just Got My Pay," "Good Time," e "When Girls Get Together" que foram destinados ao álbum Add Some Music, mas descartadas quando o álbum foi rejeitado e reformulado em Sunflower. Além disso, Jardine parece não ter sido feliz com "Loop De Loop", recusada tanto para Sunflower quanto para Surf’s Up. A longa versão de "'Til I Die" encontrada aqui aparece em Endless Harmony Soundtrack e o encarte diz que definitivamente não era destinada a libertação, mas ao próprio prazer pessoal do engenheiro.
Rieley propôs que um título apropriado para um novo álbum do Beach Boys era Landlocked mesmo antes de realmente ouvi-lo. Em seguida ele decidiu que o álbum era totalmente inadequado para o título (não se sabe quem compilou, e quem ordenou a sua apresentação, mas o que está claro é que nenhum Wilson, engenheiro de som ou Rieley aprovou o material). O álbum nunca foi lançado oficialmente, daí sua áurea mítica. 
As faixas do álbum são:
1. "Loop De Loop" (Brian Wilson/Carl Wilson/Al Jardine) – Março de 1969
2. "Susie Cincinnati" (Al Jardine) – Dezembro de 1969, Janeiro/Fevereiro 1970. Lançada em 1976 no álbum 15 Big Ones.
3. "San Miguel" (Dennis Wilson/Gregg Jakobson) – Janeiro de 1969
4. "H. E. L. P. Is on the Way" (Brian Wilson) – Agosto de 1970
5. "Take A Load Off Your Feet" (Al Jardine/Brian Wilson/Gary Winfrey) – Janeiro de 1970 - Vocal: Al Jardine e Brian Wilson. Lançada em 1971 no álbum Surf’s Up.
6. "Carnival" Instrumental
7. "I Just Got My Pay" (Brian Wilson) – Janeiro de 1970
8. "Good Time" (Brian Wilson/Al Jardine) – Janeiro de 1970 - Vocal: Brian. Lançada em 1977 no álbum Love You.
9. "Big Sur" (Mike Love) - Vocal: Mike Love
10. "Fallin' In Love" (Lady) - (Dennis Wilson/Daryl Dragon) - B-side de "Sound of Free", single solo de Dennis Wilson, lançado em 1970.
11. "When Girls Get Together" (Brian Wilson/Mike Love) – Novembro de 1969 - Vocal: Mike/Brian – Lançada em 1980 no álbum Keepin' The Summer Alive.
12. "Lookin' at Tomorrow"
13. "'Til I Die" (Brian Wilson) – Agosto de 1970 – Versão diferente da lançada no álbum Surf’s Up.

Outras faixas pirateadas do período são:
"4th Of July" (Dennis Wilson) – Abril/Junho/Julho de 1971 - Vocal: Carl Wilson.
"Barbara" (Dennis Wilson) – Abril de 1971 - Vocal: Dennis Wilson.
"Sound Of Free"(Dennis Wilson/Daryl Dragon) – Dezembro de 1970 - Vocal: Dennis Wilson.
"Soulful Old Man Sunshine" (Brian Wilson/Rick Henn) – Agosto/ Stembro de 1969.
"Games Two Can Play" (Brian Wilson) – Outubro de 1969.
"Celebrate The News" (Dennis Wilson/Gregg Jakobson) – Fevereiro de 1969. Vocal: Dennis Wilson.
"Break Away" (Brian Wilson/Roger Dunbar[Murry Wilson]) – Março/Abril de 1969 Vocal: Carl Wilson /Al Jardine /Brian Wilson.
"Cotton Fields (The Cotton Song)" - Agosto de 1969(45 Version)